# Dischizocera zumpti
Dischizocera zumpti är en tvåvingeart som beskrevs av Lindner 1952. Dischizocera zumpti ingår i släktet Dischizocera och familjen vapenflugor. Inga underarter finns listade i Catalogue of Life.